# Dicaelotus sparsepunctatus
Dicaelotus sparsepunctatus är en stekelart som beskrevs av Maurice Pic 1914. Dicaelotus sparsepunctatus ingår i släktet Dicaelotus och familjen brokparasitsteklar. Inga underarter finns listade i Catalogue of Life.